# Dokutschajewsk
Dokutschajewsk (ukrainisch Докучаєвськ; russisch Докучаевск Dokutschajewsk) ist eine Stadt von regionaler Bedeutung im Osten der Ukraine mit etwa 23.554 Einwohnern (2019).
In der Stadt gibt es mehrere Karsthöhlen und einen Zoo.

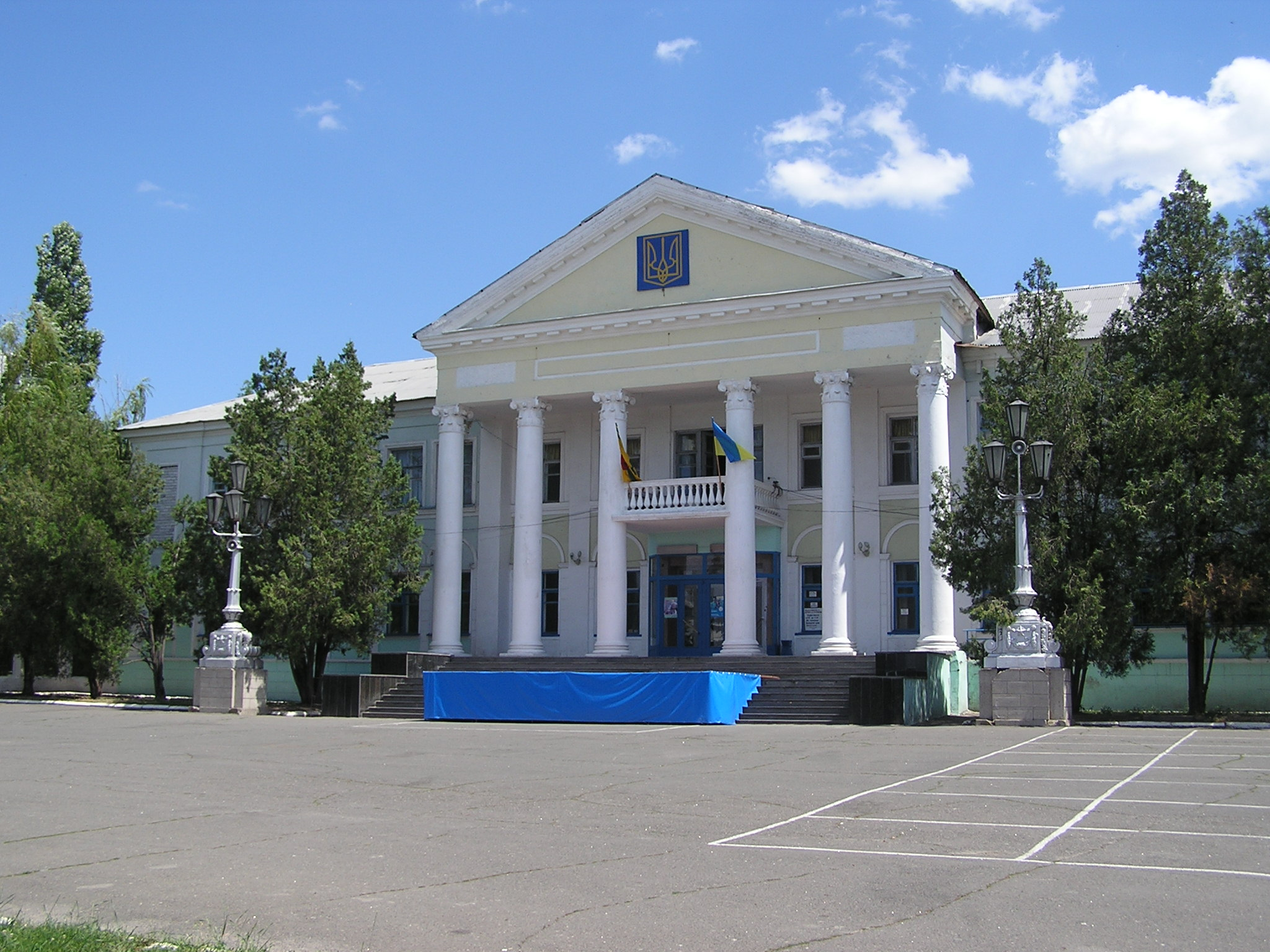
Stadtverwaltung von Dokuschajiwsk

## Geographie
Die Stadt liegt im Donezbecken in der Oblast Donezk 38 km südlich vom Oblastzentrum Donezk. Zur Stadtgemeinde gehört noch das Dorf Jasne (ukrainisch Ясне), der Ort wird vollständig vom Rajon Wolnowacha umschlossen.

## Geschichte

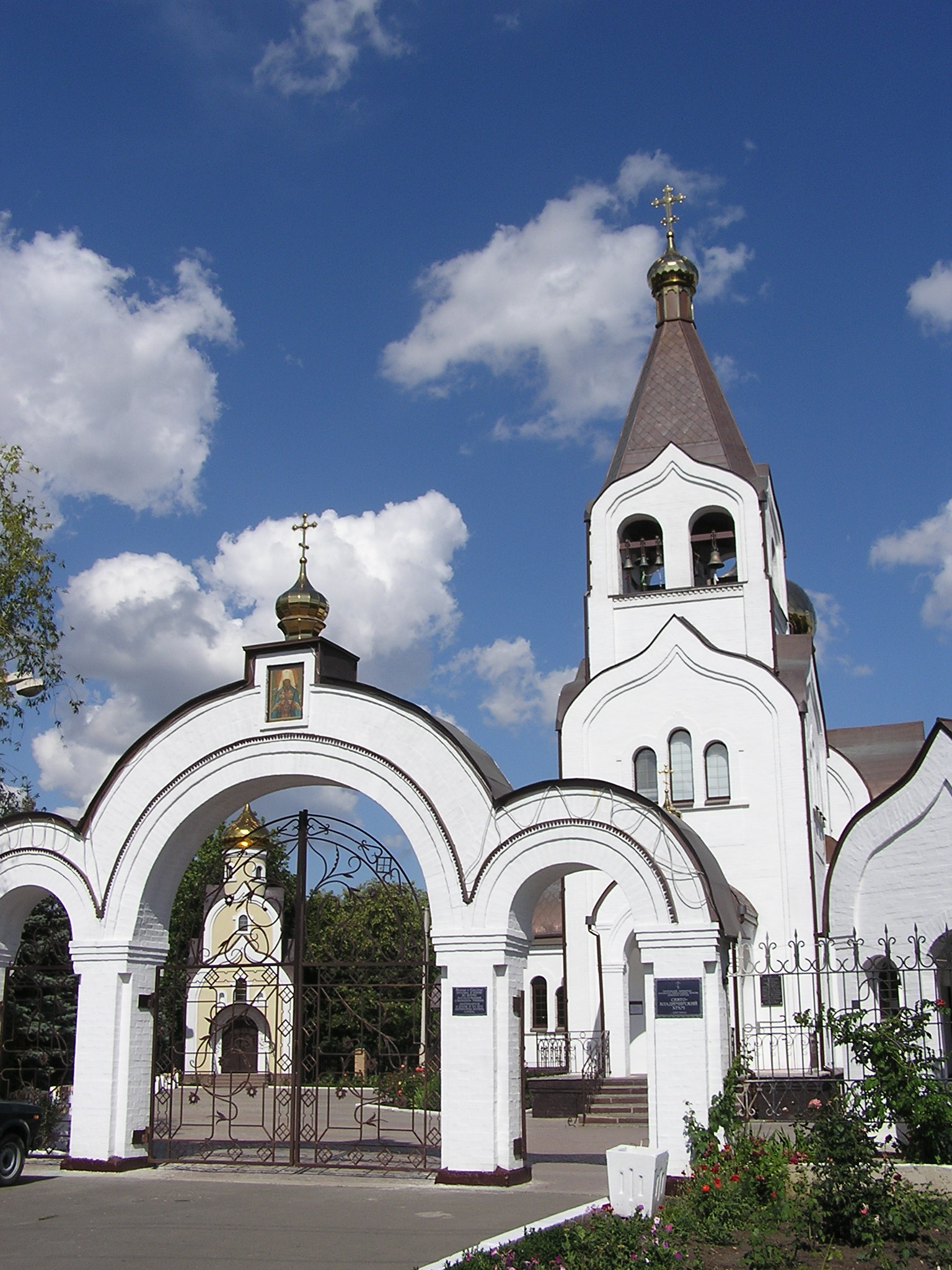
Sankt Wladimir-Kirche

Gegründet wurde der Ort 1912 als Bergarbeitersiedlung für die Arbeiter der örtlichen Kalkstein- und Dolomit-Steinbrüche unter dem Namen Oleniwski Karjery (ukrainisch Оленівські Кар'єри, "Steinbruch von Oleniwka").
1954 erhielt der Ort den Status einer Stadt und wurde nach dem russischen Geologen, Mineralogen und Geograph Wassili Dokutschajew in Dokutschajewsk umbenannt. 1992 wurde die Stadt zu einer Stadt von regionaler Bedeutung erhoben.
Im Herbst 2014 wurde die Stadt im Verlauf des Ukrainekrieges durch Separatistentruppen der Volksrepublik Donezk besetzt und gehört nach Angaben der ukrainischen Regierung zu einem Gebiet, auf dem die Organe der Staatsmacht vorübergehend ihre Befugnisse nicht ausüben.

## Bevölkerung
| 1939  | 1959   | 1970   | 1979   | 1989   | 2001   | 2005   | 2014   | 2019   |
| ----- | ------ | ------ | ------ | ------ | ------ | ------ | ------ | ------ |
| 9.175 | 16.847 | 25.201 | 24.137 | 26.038 | 24.383 | 23.881 | 23.641 | 23.554 |

Quelle: 1939
1959;
1970;
1979;
1989–2013

## Söhne und Töchter der Stadt
- Swetlana Kischkowskaja (* 1946), Önologin und Hochschullehrerin